# So spielt das Leben
So spielt das Leben ist eine US-amerikanische Komödie mit Josh Duhamel und Katherine Heigl in den Hauptrollen. Regie führte Greg Berlanti. Der Film feierte am 21. Oktober 2010 in den deutschen Kinos Premiere.

## Handlung
Holly Berenson und Eric Messer erleben dank eines Verkuppelungsversuchs eines befreundeten Paares ein katastrophales Blind Date und wollen sich eigentlich nie wieder sehen. Doch als die Eltern ihres Patenkindes Sophie bei einem Autounfall ums Leben kommen, kommt alles anders. Die beiden haben im Testament festgelegt, dass im Falle ihres Todes Holly und Eric sich um das Kind kümmern sollen. Schockiert, aber voller Pflichtgefühl beginnen die beiden ihr Elterndasein mit der einjährigen Sophie. Während sie sich reichlich unerfahren um Sophie kümmern und auch voll im Berufsleben stehen, entspannt sich ihr Verhältnis zueinander nur langsam. Im Laufe des ersten gemeinsamen Jahres sieht es irgendwann doch so aus, als würde aus Holly und Eric noch ein echtes Paar werden, auch wenn der sympathische Kinderarzt Dr. Sam Nelson inzwischen ernsthaftes Interesse an Holly gezeigt hat. Doch dann bekommt Eric eine Stelle in Phoenix angeboten und zieht von Atlanta dorthin.
An Thanksgiving kommt er zu Besuch, verlässt das Haus nach heftigem Streit mit Holly allerdings noch vor dem Essen. Holly wird klar, dass sie ihn liebt. Sie will ihn am Flughafen vom Rückflug abhalten, trifft aber erst dort ein, als das Flugzeug abhebt. Wieder zu Hause trifft sie überrascht Eric an, der ihr seine Liebe gesteht. Der Film endet mit dem zweiten Geburtstag von Sophie.

## Kritik
„Die hübsche Komödie So spielt das Leben von Regisseur Greg Berlanti kombiniert zwei lustige Themen: ein unfreiwilliges Paar wie Katz und Hund und das Abenteuer des Lebens mit einem Baby. Was dabei am meisten überzeugt, ist der freche, unbeschwerte Witz der Dialoge. Man merkt der Geschichte an, dass sie nicht aus der Retorte stammt. Zwar ist sie harmlose Mainstream-Unterhaltung, doch die Originalität des Drehbuchs der Erstlingsautoren Ian Deitchman und Kristin Rusk Robinson und der Biss der Inszenierung verleihen ihr Frische.“

„Ein Filmemacher wie Mike Leigh hätte sogar aus solcher Konstellation womöglich eine brillante Tragikomödie gezaubert, aber diesem vorformatierten Hollywood-Produkt fehlen die Zwischentöne, um aus Trümmern glaubhaftes Glück neu entstehen zu lassen. Und so wirkt der aufkeimende Geschlechterkampf zwischen den beruflich voll eingespannten Erziehungsberechtigten genauso papieren wie die Momente gemeinsamen Elternglücks, die mit ermüdender Unaufhaltsamkeit über alle Hürden hinweg ins familiäre Happy End münden.“

„Tatsächlich folgt So spielt das Leben einer völlig vorhersehbaren Dramaturgie, arbeitet mit den üblichen Klischees und Versatzstücken wie Babykotze und -kaka und ist an keiner Stelle überraschend. Was ihn rettet, sind die komplexeren Themen, die hier zwar lediglich angerissen, aber keineswegs nur oberflächlich verhandelt werden: Sich einer großen Verantwortung stellen, obwohl man nicht muss.“